# 180年代
180年代（ひゃくはちじゅうねんだい）は、西暦（ユリウス暦）180年から189年までの10年間を指す十年紀。

## できごと
- マルクス・アウレリウス・アントニヌスの死去によってパクス・ロマーナが終了した。
- 何進、董卓、袁紹らが反乱を起こし、漢帝国の崩壊が始まった。
- 後漢の霊帝の治世「中平」の年号（中平は184年 - 189年の間）を持つ鉄刀。奈良県天理市の東大寺山古墳出土。後漢王朝からの下賜刀か。
- 185年12月17日、記録上最古の超新星SN185観測。(後漢書)

## 人物
- コンモドゥス : ローマ皇帝